# Armée du royaume de Hollande
Ne doit pas être confondu avec Forces armées néerlandaises.
L'armée royale hollandaise constitue les forces armées du royaume de Hollande, état existant de 1806 à 1810.
L'armée hollandaise est issue de l'armée de la République batave et est une des armées alliés à l'empereur Napoléon Ier, combattant aux côtés de l'armée de l'Empire français. Elle est intégrée à la Grande Armée en août 1810.

## Composition
L'armée est constitué de plusieurs régiments et d'une Garde royale directement attachée au roi Louis-Napoléon Ier.

### Liste des principales unités
| Nom                                                                                   | Nom                                        | Origine                                   | Sort en 1810                                                       |
| ------------------------------------------------------------------------------------- | ------------------------------------------ | ----------------------------------------- | ------------------------------------------------------------------ |
| 1er régiment de hussards de la Garde                                                  | Régiment de la Garde à cheval après 1809   | Compagnie de hussards de la Garde batave  | Devenu 2e régiment de chevau-légers lanciers de la Garde impériale |
| 1er régiment de cuirassiers de la Garde (régiment de grenadiers à cheval de la Garde) | Régiment de la Garde à cheval après 1809   | Escadron de dragons de la Garde batave    | Devenu 2e régiment de chevau-légers lanciers de la Garde impériale |
| 2e régiment de cuirassiers                                                            | 2e régiment de cuirassiers                 | 2e régiment de dragons batave             | Devenu 14e régiment de cuirassiers                                 |
| 2e régiment de hussards                                                               | 2e régiment de hussards                    | Régiment de hussards batave               | Devenu 11e régiment de hussards                                    |
| 3e régiment de hussards                                                               | 3e régiment de hussards                    | 1er régiment de dragons batave            | Intégré au régiment de la Garde à cheval en 1809                   |
| 1er régiment de chasseurs de la Garde                                                 | 1er régiment de chasseurs de la Garde      | Infanterie légère de la Garde batave      | Intégré aux grenadiers de la Garde en 1807                         |
| 2e régiment de chasseurs                                                              | 2e régiment de chasseurs                   | 1er régiment d'infanterie légère batave   | Dissous en 1807                                                    |
| 3e régiment de chasseurs                                                              | 1er régiment de chasseurs après 1809       | 2e régiment d'infanterie légère batave    | Devenu 33e léger                                                   |
| 1er régiment de grenadiers de la Garde                                                | 1er régiment de grenadiers de la Garde     | Régiment de grenadiers de la Garde batave | Devenu 2e régiment de grenadiers à pied de la Garde impériale      |
| 2e régiment d'infanterie de ligne                                                     | 2e régiment d'infanterie de ligne          | 1er régiment d'infanterie de ligne batave | Devenu 123e de ligne                                               |
| 3e régiment d'infanterie de ligne                                                     | 3e régiment d'infanterie de ligne          | 2e régiment d'infanterie de ligne batave  | Devenu 124e de ligne                                               |
| 4e régiment d'infanterie de ligne                                                     | 4e régiment d'infanterie de ligne          | 3e régiment d'infanterie de ligne batave  | Devenu 125e de ligne, sauf un bataillon au 123e de ligne           |
| 5e régiment d'infanterie de ligne                                                     | 5e régiment d'infanterie de ligne          | 4e régiment d'infanterie de ligne batave  | Devenu 126e de ligne                                               |
| 6e régiment d'infanterie de ligne                                                     | 6e régiment d'infanterie de ligne          | 5e régiment d'infanterie de ligne batave  | Un bataillon au 33e léger, un au 123e de ligne                     |
| 7e régiment d'infanterie de ligne                                                     | 7e régiment d'infanterie de ligne          | 6e régiment d'infanterie de ligne batave  | Un bataillon au 124e de ligne, un au 125e de ligne                 |
| 8e régiment d'infanterie de ligne                                                     | 8e régiment d'infanterie de ligne          | 7e régiment d'infanterie de ligne batave  | Un bataillon au 126e de ligne                                      |
| 9e régiment d'infanterie de ligne                                                     | 9e régiment d'infanterie de ligne          | 8e régiment d'infanterie de ligne batave  | Dissous en juin 1810                                               |
| 2e, 3e et 4e batteries d'artillerie à pied                                            | 2e, 3e et 4e batteries d'artillerie à pied |                                           | Forment le 9e régiment d'artillerie à pied                         |
| Artillerie à cheval                                                                   | Artillerie à cheval                        |                                           | Forme le 7e régiment d'artillerie à cheval                         |

## Uniformes
L'uniforme est proche de celui des armées françaises. L'infanterie de ligne, les grenadiers de la Garde et les cuirassiers ont un uniforme blanc, les chasseurs un uniforme vert foncé,, l'artillerie à pied un uniforme bleu foncé. Les hussards ont un dolman bleu clair, bleu foncé ou rouge et l'artillerie à cheval a un uniforme bleu foncé de style hussard.

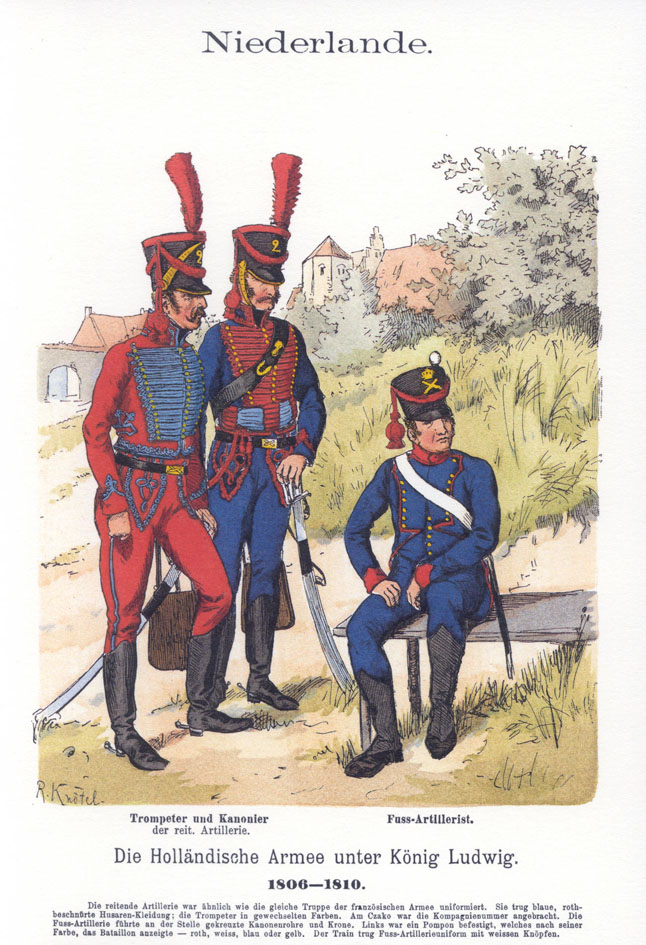
Artillerie à cheval (gauche) et à pied (droite).
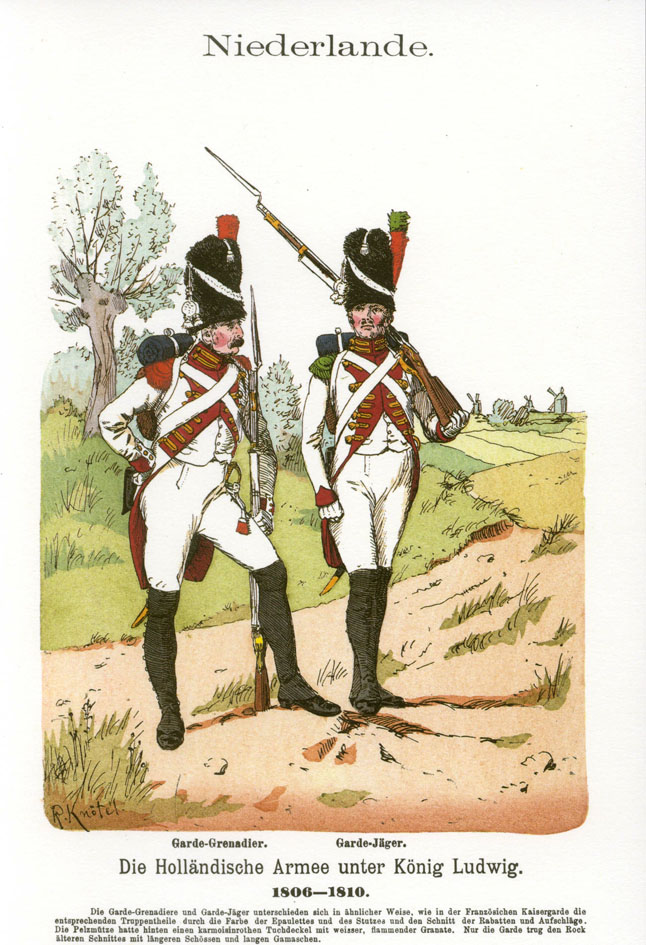
Grenadier et chasseur-grenadier de la Garde.
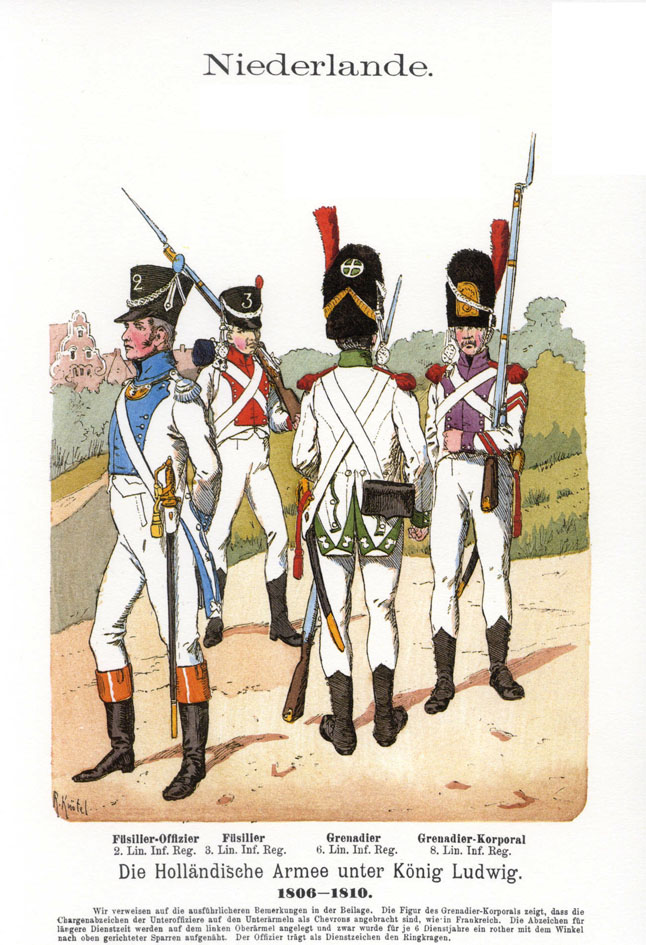
Fusiliers et grenadiers de l'infanterie de ligne.
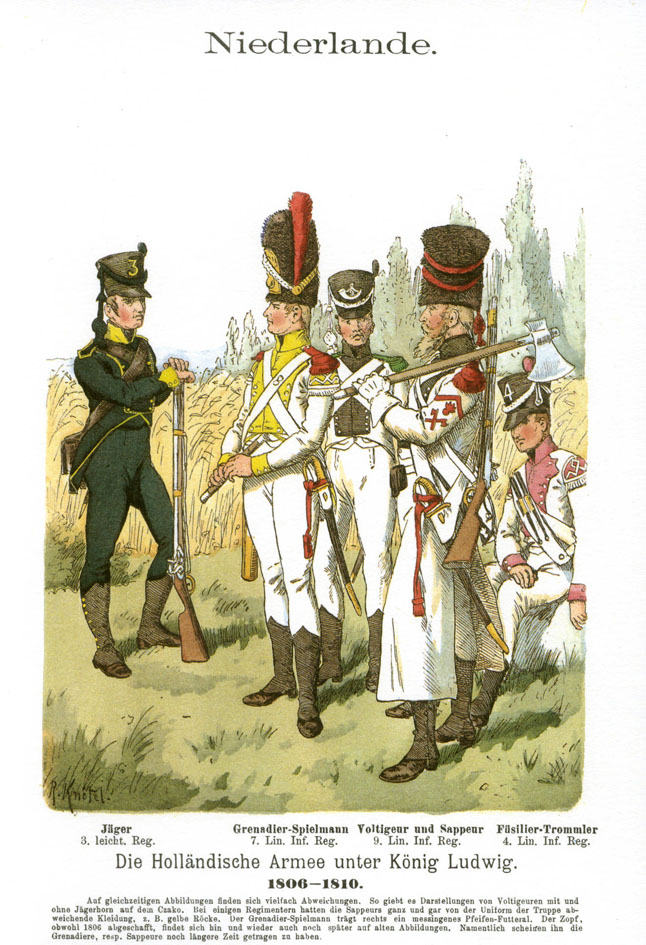
Chasseur (à gauche), grenadier, fusiliers et sapeur de l'infanterie de ligne.
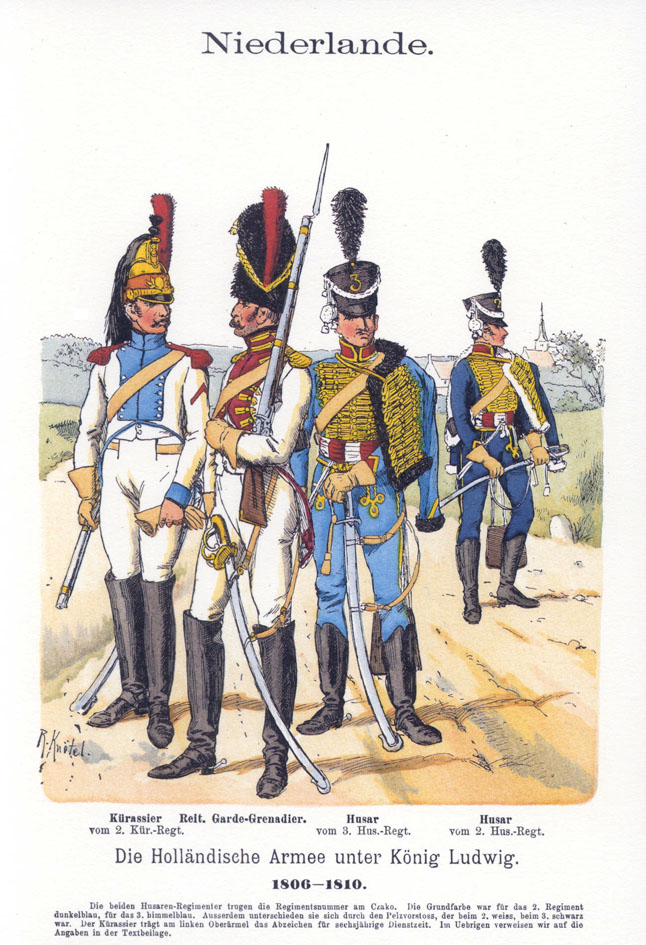
Cuirassier, grenadier à pied de la Garde et hussards.